# ОШ „Аксентије Максимовић” Долово
Основна школа "Аксентије Максимовић" се налази у Долову, селу у јужном делу Баната. Име је добила по Аксентију Максимовићу (Долово, 13. фебруар 1844. - Праг, 1. фебруар 1873), композитору и диригенту који је похађао Основну школу у Долову, нижу у Панчеву, а у Сремским Карловцима три виша разреда.
Од оснивања до данас, назив школе је више пута мењан. До 1872. звала се Српска народна основна школа, а затим Вероисповедна основна школа (1872-1876), Српска општинска основна школа (1876-1921), Основна школа (1922-1926), Државна основна школа (1926-1930),, Државна народна школа (1930-1946), Основна школа (1946-1950), Осмолетка (1951-1954), Осмогодишња школа (1954-1959), Основна школа (1959-1978), Школа за предшколско и основно васпитање и образовање (1978-1985) и Основна школа од 1985 до данас.
Школа у Долову није имала своју зграду, радила је у црквеној или закупљеној приватној згради. Прва школска зграда је подигнута 1780. године, а нова у којој се и данас одвија настава је отворена 30. мај 1971.

## Извор
- Тошић, Иван В. (1997). Школа у Долову. Долово: ОШ "Аксентије Максимовић" - Долово. ISBN 978-86-7180-010-5.